# Bahnhof Zeulenroda unt Bf
Zeulenroda unt Bf ist ein Bahnhof der Stadt Zeulenroda-Triebes in Thüringen. Neben dem mittlerweile stillgelegten oberen Bahnhof verfügt die Stadt noch über den Haltepunkt Triebes.

## Geschichte
Der Bahnhof wurde als Bahnhof Zeulenroda am 15. November 1883 zusammen mit der Bahnstrecke Werdau–Weida–Mehltheuer eröffnet. Er liegt im Zeulenrodaer Ortsteil Untere Haardt. Am 1. September 1914 wurde die Stadtbahn nach Zeulenroda eröffnet. Damit gab es zwei Bahnhöfe in Zeulenroda. Der bisherige Bahnhof wurde umbenannt in Zeulenroda unt Bf, der neue Bahnhof nahe dem Stadtzentrum bekam den Namen Zeulenroda ob Bf.
Bereits am 1. Juni 1975 wurde der Personenverkehr auf der Stadtbahn eingestellt, im Mai 1993 wurde er wieder aufgenommen, bevor er am 2. Juni 1996 erneut eingestellt wurde. Bereits ein Jahr später, am 31. Oktober 1997, endete auch der Güterverkehr auf der Stadtbahn Zeulenroda, sodass Zeulenroda unt Bf wieder zum Durchgangsbahnhof wurde.
Obwohl der Bahnhof in Thüringen liegt, wurden die Strecken von den Königlich Sächsischen Staatseisenbahnen erbaut, sodass die für Sachsen typischen verputzten Ziegelbauten errichtet wurden. Ausgestattet war der neungleisige Bahnhof mit drei Bahnsteigen, einem zweigeschossigen Empfangsgebäude mit eingeschossigem Anbau, einem Güterschuppen, einem Wasserturm sowie einer Kopf- und einer Seitenrampe. Des Weiteren standen für den Güterverkehr noch zwei Ladestraßen zur Verfügung.
1986 wurde die Wasserstation abgerissen. 1987 erhielt die Betriebsstelle Lichtsignale und ein Stellwerk in sowjetischer EZMG-Technik. 1996 erfolgte der Abriss des Güterschuppens.
2008 erwarb die Stadt das Bahnhofsgebäude für 25.000 €. 2010 begann der Umbau des Bahnhofs, im Zuge dessen das bisherige Empfangsgebäude abgerissen wurde.

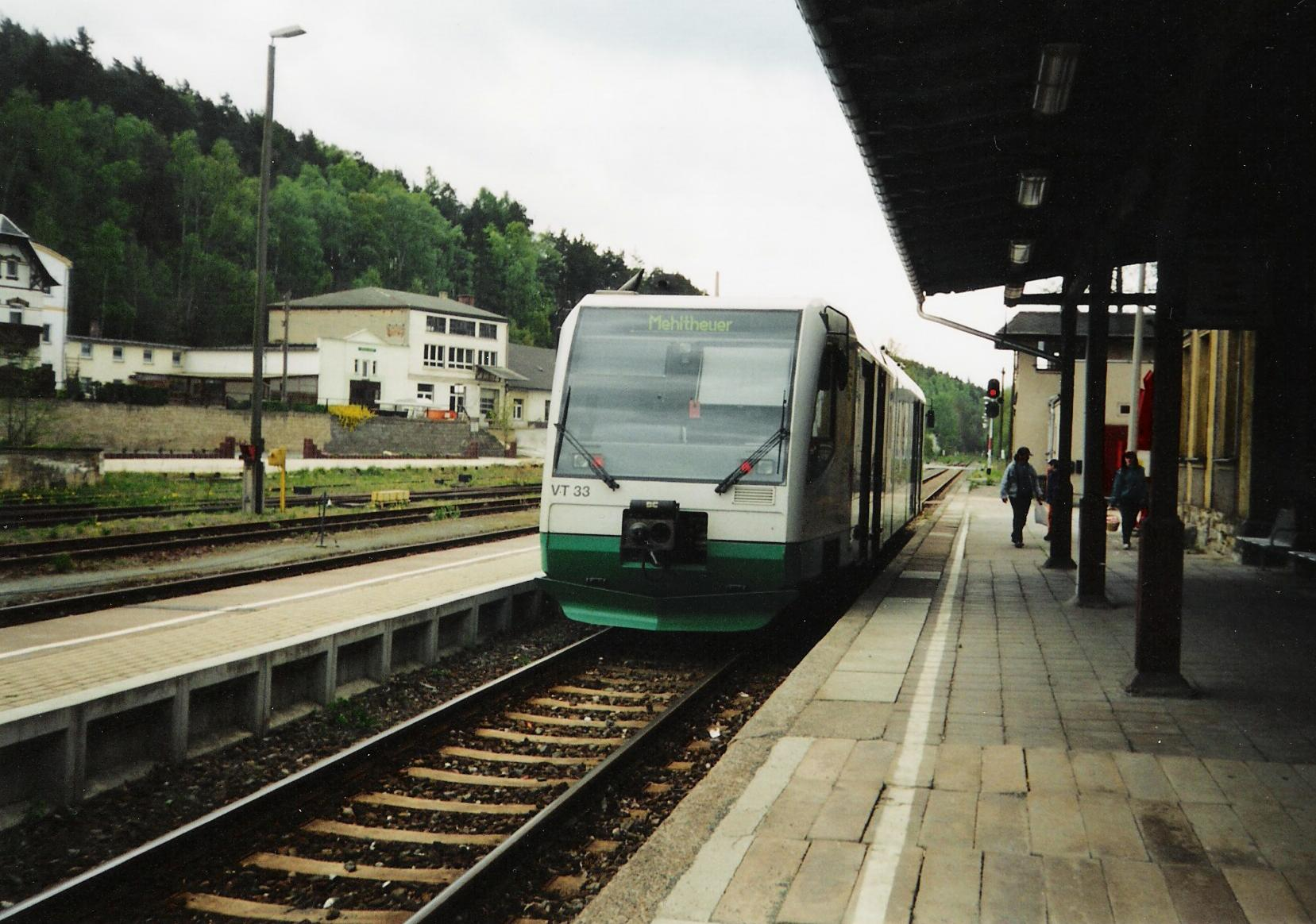
Mittel- und Hausbahnsteig im Mai 2003, Blick in Richtung Süden.
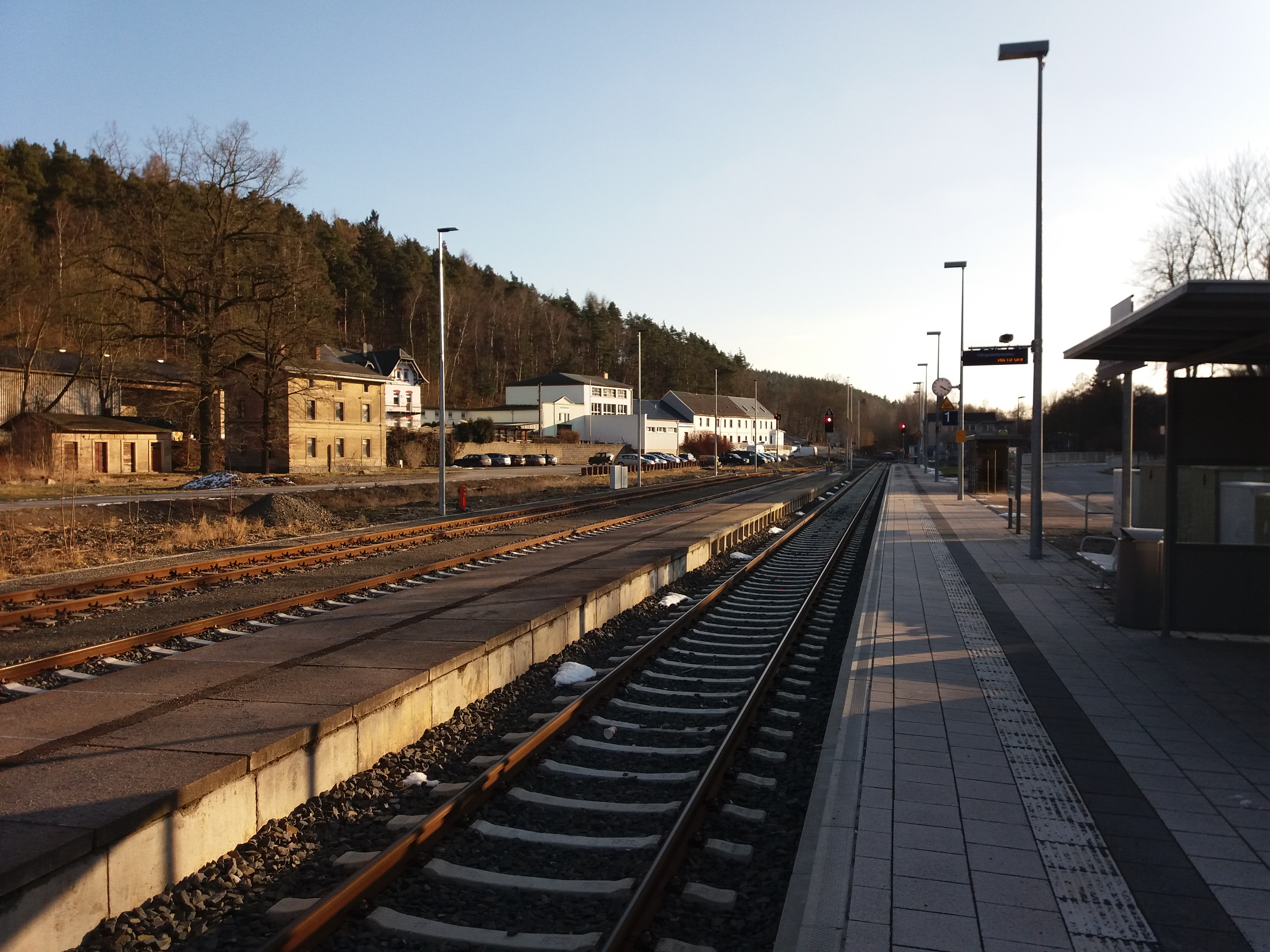
Nahezu selbe örtliche Situation im Februar 2018. Empfangsgebäude und Hausbahnsteig sind zwischenzeitlich einem kombinierten Bahn-Bus-Bahnsteig mit Wetterschutz-häuschen gewichen.

## Bahnsteige
| Gleis | Nettobaulänge in m | Bahnsteighöhe in cm |
| ----- | ------------------ | ------------------- |
| 1     | 120                | 55                  |
| 2     | 87                 | 32                  |

## Verkehrsanbindung
Im Fahrplanjahr 2021/22 wird der Bahnhof von folgenden Linien angefahren:
| Linie | Linienweg                                                                 | Anmerkungen                         |
| ----- | ------------------------------------------------------------------------- | ----------------------------------- |
| RB 13 | Leipzig Hbf - Gera Hbf – Weida – Zeulenroda unt Bf – Mehltheuer – Hof Hbf | zweistündlich und Verstärkerfahrten |